# Phyllachora acervulata
Phyllachora acervulata är en svampart som först beskrevs av Schwein. ex Fr., och fick sitt nu gällande namn av Pier Andrea Saccardo 1883. Phyllachora acervulata ingår i släktet Phyllachora och familjen Phyllachoraceae.   Inga underarter finns listade i Catalogue of Life.